# Länderfusion Rheinland-Pfalz-Saarland

Neugliederungsvorschlag des Bundesgebietes nach dem Döring-Modell von 2003; dunkelblau ein neues, aus Rheinland-Pfalz und dem Saarland gebildetes Bundesland

Im Zuge einer möglichen Neugliederung des Bundesgebietes wird unter anderem die Fusion der Bundesländer Rheinland-Pfalz und Saarland diskutiert. Die Schaffung eines gemeinsamen Bundeslandes ist schon seit dem Beitritt des Saarlandes zur Bundesrepublik Deutschland im Jahre 1957 Gegenstand heftiger Diskussionen.

## Zusammenschluss
Bei diesem Teil einer möglichen Neugliederung des Bundesgebietes soll das Saarland mit Rheinland-Pfalz fusionieren. In der Presse werden für das Fusionsprodukt unter anderem die Bezeichnungen Rheinland-Saarpfalz und Saar-Rheinland verwendet. Gelegentlich ist auch nur von Saarpfalz die Rede. Auch könne der Name Rheinland-Pfalz behalten werden, da das Saarland aus Teilen des ehemals preußischen Rheinlandes und der ehemals bayerischen Pfalz bestehe.

## Positionen

### Saarland
Eine Eingliederung in Rheinland-Saarpfalz würde die Identität des Saarlandes schwächen, das zeitweise ein eigener Staat war (vgl. Geschichte des Saarlandes). Andererseits ist zu berücksichtigen, dass alle heutigen deutschen Bundesländer letztlich Kunstkonstrukte aus einer Vielzahl historischer Territorien sind, vgl. Partikularismus. Das Saarland entstand als Gebiet in etwa den heutigen Grenzen aus denjenigen Gebieten, die nach dem Ersten Weltkrieg 1919 infolge des Versailler Vertrags von Deutschland abgetrennt und unter internationale Verwaltung gestellt wurden. Durch das Schicksal des Hin- und Hergerissenseins zwischen Deutschland und Frankreich, erneut nach dem Zweiten Weltkrieg, entstand aber eine ausgeprägte regionale Identität.
2006 lehnten etwa 51 Prozent der Saarländer einen Zusammenschluss überwiegend mit diesem Identitätsargument ab. Zirka 35 Prozent würden diese Option befürworten, 14 Prozent sind sich unsicher. Eine Umfrage aus dem Jahr 2012 deutete auf eine Trendänderung hin. Vor allem ältere Saarländer stimmen demnach mehrheitlich einer Fusion zu. In Kontrast dazu sprachen sich jedoch 2013 laut einer Umfrage von Infratest dimap 68 Prozent für eine Eigenständigkeit des Saarlandes aus, während 29 Prozent eine Fusion mit Rheinland-Pfalz befürworteten.
Die Landesregierung unter Ministerpräsident Peter Müller lehnte 2006 einen Zusammenschluss kategorisch ab, auch die Opposition war sich darüber einig.

### Rheinland-Pfalz
Die rheinland-pfälzische Landesregierung unter Kurt Beck befürwortete im selben Jahr einen Zusammenschluss beider Länder, während die Opposition diesen als „finanziellen Selbstmord“ bezeichnete.